# روب راسموسن
روب راسموسن (بالإنجليزية: Rob Rasmussen)‏ هو لاعب كرة قاعدة أمريكي، ولد في 2 أبريل 1989 في باسادينا في الولايات المتحدة.

## وصلات خارجية
- روب راسموسن على موقع دوري كرة القاعدة الرئيسي (الإنجليزية)
- روب راسموسن على موقعبيزبول رفرنس.كوم (الدوري الرئيسي) (الإنجليزية)
- روب راسموسن على موقعبيزبول رفرنس.كوم (الدوري الثانوي) (الإنجليزية)
- روب راسموسن على موقع إي إس بي إن.كوم (أم.أل.بي) (الإنجليزية)
- روب راسموسن على موقع مشجعي الرسوم البيانية (الإنجليزية)